# La strage dei vampiri
La strage dei vampiri è un film del 1962 diretto da Roberto Mauri.

## Trama
A una festa in un castello dell'Austria ottocentesca una nobildonna cede al fascino di uno sconosciuto. Questi, mordendola sul collo, si rivelerà un vampiro. Il consorte, scoperto l'avvenuto grazie all'aiuto di un dottore, cerca di salvarla.

## Luoghi delle riprese
Il castello in cui si svolge gran parte del film è il castello di Monte San Giovanni Campano, in provincia di Frosinone.

## Distribuzione
Distribuito nei cinema il 6 febbraio 1962, il film incassò circa 36 milioni di lire italiane. Negli Stati Uniti uscì invece il 4 giugno 1969. Nel 1970 venne pubblicato il cineromanzo omonimo Suspense, n. 6, edito da New Edigraf.